# Superprestige 2014-2015
Navigation
2013-2014 2015-2016
Le Superprestige 2014-2015 est la 33e édition du Superprestige, compétition qui se déroule entre le 5 octobre 2014 et le 15 février 2015 et composée de huit manches pour les élites hommes, élites femmes, espoirs et juniors ayant lieu en Belgique et aux Pays-Bas. Toutes les épreuves font partie du calendrier de la saison de cyclo-cross masculine et féminine 2014-2015.

## Barème
Les 15 premiers de chaque course marquent des points pour le classement général suivant le tableau suivant :
| Position           | 1er | 2e | 3e | 4e | 5e | 6e | 7e | 8e | 9e | 10e | 11e | 12e | 13e | 14e | 15e |
| Classement général | 15  | 14 | 13 | 12 | 11 | 10 | 9  | 8  | 7  | 6   | 5   | 4   | 3   | 2   | 1   |

## Hommes élites

### Résultats
| # | Date        | Lieu                                             | Vainqueur            | Deuxième             | Troisième         | Leader du classement général |
| - | ----------- | ------------------------------------------------ | -------------------- | -------------------- | ----------------- | ---------------------------- |
| 1 | 5 octobre   | Gieten (Cyclo-cross de Gieten)                   | Mathieu van der Poel | Lars van der Haar    | Sven Nys          | Mathieu van der Poel         |
| 2 | 2 novembre  | Zonhoven (Cyclo-cross de Zonhoven)               | Kevin Pauwels        | Sven Nys             | Lars van der Haar | Lars van der Haar Sven Nys   |
| 3 | 9 novembre  | Ruddervoorde (Cyclo-cross de Ruddervoorde)       | Tom Meeusen          | Mathieu van der Poel | Klaas Vantornout  | Mathieu van der Poel         |
| 4 | 16 novembre | Gavere (Cyclo-cross d'Asper-Gavere)              | Klaas Vantornout     | Kevin Pauwels        | Sven Nys          | Sven Nys                     |
| 5 | 23 novembre | Francorchamps (Grand Prix de la Région wallonne) | Kevin Pauwels        | Lars van der Haar    | Tom Meeusen       | Kevin Pauwels                |
| 6 | 28 décembre | Diegem (Cyclo-cross de Diegem)                   | Mathieu van der Poel | Tom Meeusen          | Kevin Pauwels     | Mathieu van der Poel         |
| 7 | 8 février   | Hoogstraten (Vlaamse Aardbeiencross)             | Mathieu van der Poel | Kevin Pauwels        | Wout van Aert     | Mathieu van der Poel         |
| 8 | 14 février  | Middelkerke (Noordzeecross)                      | Kevin Pauwels        | Mathieu van der Poel | Wout van Aert     | Mathieu van der Poel         |

### Classement général
| Pos | Coureur              | Points |
| --- | -------------------- | ------ |
| 1   | Mathieu van der Poel | 106    |
| 2   | Kevin Pauwels        | 105    |
| 3   | Lars van der Haar    | 99     |
| 4   | Tom Meeusen          | 92     |
| 5   | Klaas Vantornout     | 83     |
| 6   | Sven Nys             | 79     |
| 7   | Jens Adams           | 59     |
| 8   | Corné van Kessel     | 45     |
| 9   | Philipp Walsleben    | 31     |
| 10  | Bart Aernouts        | 28     |
| -   | David van der Poel   | 28     |

## Femmes élites

### Résultats
| # | Date        | Lieu                                             | Vainqueur    | Deuxième               | Troisième               |
| - | ----------- | ------------------------------------------------ | ------------ | ---------------------- | ----------------------- |
| 1 | 5 octobre   | Gieten (Cyclo-cross de Gieten)                   | Sanne Cant   | Ellen Van Loy          | Sophie de Boer          |
| 2 | 2 novembre  | Zonhoven (Cyclo-cross de Zonhoven)               | Sanne Cant   | Nikki Harris           | Ellen Van Loy           |
| 3 | 9 novembre  | Ruddervoorde (Cyclo-cross de Ruddervoorde)       | Sanne Cant   | Helen Wyman            | Ellen Van Loy           |
| 4 | 16 novembre | Gavere (Cyclo-cross d'Asper-Gavere)              | Sanne Cant   | Nikki Harris           | Ellen Van Loy           |
| 5 | 23 novembre | Francorchamps (Grand Prix de la Région wallonne) | Nikki Harris | Helen Wyman            | Ellen Van Loy           |
| 6 | 28 décembre | Diegem (Cyclo-cross de Diegem)                   | Marianne Vos | Pauline Ferrand-Prévot | Kateřina Nash           |
| 7 | 8 février   | Hoogstraten (Vlaamse Aardbeiencross)             | Sanne Cant   | Helen Wyman            | Jolien Verschueren      |
| 8 | 14 février  | Middelkerke (Noordzeecross)                      | Sanne Cant   | Helen Wyman            | Femke Van den Driessche |

### Classement général
Pas de classement général pour les féminines.

## Hommes espoirs

### Résultats
| # | Date        | Lieu                                             | Vainqueur              | Deuxième               | Troisième         | Leader du classement général |
| - | ----------- | ------------------------------------------------ | ---------------------- | ---------------------- | ----------------- | ---------------------------- |
| 1 | 5 octobre   | Gieten (Cyclo-cross de Gieten)                   | Wout van Aert          | Laurens Sweeck         | Diether Sweeck    | Wout van Aert                |
| 2 | 2 novembre  | Zonhoven (Cyclo-cross de Zonhoven)               | Wout van Aert          | Michael Vanthourenhout | Laurens Sweeck    | Wout van Aert                |
| 3 | 9 novembre  | Ruddervoorde (Cyclo-cross de Ruddervoorde)       | Laurens Sweeck         | Michael Vanthourenhout | Diether Sweeck    | Laurens Sweeck               |
| 4 | 16 novembre | Gavere (Cyclo-cross d'Asper-Gavere)              | Wout van Aert          | Michael Vanthourenhout | Laurens Sweeck    | Michael Vanthourenhout       |
| 5 | 23 novembre | Francorchamps (Grand Prix de la Région wallonne) | Wout van Aert          | Michael Vanthourenhout | Toon Aerts        | Michael Vanthourenhout       |
| 6 | 28 décembre | Diegem (Cyclo-cross de Diegem)                   | Michael Vanthourenhout | Stan Godrie            | Clément Venturini | Michael Vanthourenhout       |
| 7 | 8 février   | Hoogstraten (Vlaamse Aardbeiencross)             | Laurens Sweeck         | Michael Vanthourenhout | Diether Sweeck    | Michael Vanthourenhout       |
| 8 | 14 février  | Middelkerke (Noordzeecross)                      | Laurens Sweeck         | Michael Vanthourenhout | Quinten Hermans   | Michael Vanthourenhout       |

### Classement général
| Pos | Coureur                | Points |
| --- | ---------------------- | ------ |
| 1   | Michael Vanthourenhout | 99     |
| 2   | Laurens Sweeck         | 96     |
| 3   | Toon Aerts             | 83     |
| 4   | Diether Sweeck         | 74     |
| 5   | Jens Vandekinderen     | 69     |
| 6   | Stan Godrie            | 68     |
| 7   | Wout van Aert          | 60     |
| 8   | Quinten Hermans        | 58     |
| 9   | Martijn Budding        | 47     |
| 10  | Daan Soete             | 35     |

## Hommes juniors

### Résultats
| # | Date        | Lieu                                             | Vainqueur    | Deuxième      | Troisième            | Leader du classement général |
| - | ----------- | ------------------------------------------------ | ------------ | ------------- | -------------------- | ---------------------------- |
| 1 | 5 octobre   | Gieten (Cyclo-cross de Gieten)                   | Eli Iserbyt  | Max Gulickx   | Johan Jacobs         | Eli Iserbyt                  |
| 2 | 2 novembre  | Zonhoven (Cyclo-cross de Zonhoven)               | Eli Iserbyt  | Johan Jacobs  | Jens Dekker          | Eli Iserbyt                  |
| 3 | 9 novembre  | Ruddervoorde (Cyclo-cross de Ruddervoorde)       | Eli Iserbyt  | Johan Jacobs  | Maik van der Heijden | Eli Iserbyt                  |
| 4 | 16 novembre | Gavere (Cyclo-cross d'Asper-Gavere)              | Eli Iserbyt  | Jappe Jaspers | Thijs Wolsink        | Eli Iserbyt                  |
| 5 | 23 novembre | Francorchamps (Grand Prix de la Région wallonne) | Eli Iserbyt  | Jarne Driesen | Gavin Haley          | Eli Iserbyt                  |
| 6 | 28 décembre | Diegem (Cyclo-cross de Diegem)                   | Eli Iserbyt  | Jappe Jaspers | Johan Jacobs         | Eli Iserbyt                  |
| 7 | 8 février   | Hoogstraten (Vlaamse Aardbeiencross)             | Eli Iserbyt  | Johan Jacobs  | Max Gulickx          | Eli Iserbyt                  |
| 8 | 14 février  | Middelkerke (Noordzeecross)                      | Johan Jacobs | Eli Iserbyt   | Max Gulickx          | Eli Iserbyt                  |

### Classement général
| Pos | Coureur              | Points |
| --- | -------------------- | ------ |
| 1   | Eli Iserbyt          | 105    |
| 2   | Johan Jacobs         | 94     |
| 3   | Maik van der Heijden | 70     |
| 4   | Max Gulickx          | 62     |
| 5   | Jarne Driesen        | 60     |
| 6   | Briek Hermans        | 56     |
| 7   | Jappe Jaspers        | 56     |
| 8   | Thijs Wolsink        | 48     |
| 9   | Jens Dekker          | 39     |
| 10  | Jenko Bonne          | 35     |